# Hopeton Lewis
Hopeton Lewis (* 3. Oktober 1947 in Trenchtown; † 4. September 2014 in Brooklyn) war ein jamaikanischer Sänger und Komponist. Lewis gilt zusammen mit dem Gitarristen Lynn Taitt und dem Pianisten Gladstone Anderson als Erfinder der Musikrichtung Rocksteady. Lewis arbeitete nacheinander mit den Musikproduzenten Coxsone Dodd (Studio One), Ken Khouri (Federal Records), Duke Reid (Treasure Isle) und Byron Lee (Dynamic Sounds) zusammen.

## Werdegang
Hopetons Mutter starb, als er zwei Jahre alt war. Hopeton wuchs im Landkreis Westmoreland Parish auf, wo er als Kind im Kirchenchor sang und erste musikalische Erfahrungen sammelte. Als Teenager zog er zurück nach Kingston und machte eine Ausbildung zum Elektrotechniker. Nebenher gründete er die Gesangsgruppe The Regals, mit der einige Aufnahmen entstanden. Coxsone Dodd produzierte die Lieder Shammy Back und Cyrus und veröffentlichte sie auf seinem Sublabel Wincox Records. Bald darauf lösten sich die Regals auf.
Im Jahr 1966 wechselte Lewis als Solist zu Federal Records und machte Aufnahmen mit der Studioband Lynn Taitt & The Jets. Im Oktober 1966 kam er in die Studios, um seine neue Komposition Take It Easy aufzunehmen. Lewis hatte Probleme damit, seinen Liedtext über einen schnellen Ska-Beat zu singen. Taitt als Arrangeur und Kopf der Studioband The Jets schlug seinem Pianisten Gladstone Anderson vor, das Lied dem Text entsprechend („Take you time, no need to hurry“) verlangsamt einzuspielen. Durch die Entschleunigung bekam der Basslauf plötzlich mehr Freiraum. Taitt entwickelte eine passende Basslinie und begleitete sie unisono auf seiner Gitarre. Daraufhin sagte Gladstone Anderson: „This one rock steady you know. This one a rock steady.“ So entstand die neue Musikrichtung Rocksteady. Die Single Take It Easy verkaufte sich gleich am ersten Wochenende über 10.000 Mal. Mit Sounds and Pressure, Music Got Soul und A Deh Pon Dem hatte er 1966 und 1967 drei weitere Hits in den jamaikanischen Musikcharts.
Sein Debütalbum Take It Easy with the Rock Steady Beat von 1967 enthielt neben den bereits bekannten Charthits auch das Lied Cool Collie. Dieser Titel ist einer der ersten in Jamaika aufgenommenen Songs, die Ganja-Konsum thematisieren, obwohl dieser damals überaus streng bestraft wurde („If you buy a stick, it make you slick […] Even the cops might intervene, but they won’t catch you on the scene“). Der Sänger Toots Hibbert von der Band Toots & the Maytals war gerade erst wegen Marihuanabesitz festgenommen und zu 18 Monaten Gefängnis verurteilt worden. Im Juni 1967 wurde Bunny Wailer wegen Marihuanabesitz verhaftet und für vierzehn Monate inhaftiert.
Ende der 1960er Jahre wurde Lewis zunehmend unzufriedener mit seinem Vertrag bei Federal Records und machte inkognito einige Aufnahmen für die Konkurrenten WIRL und Treasure Isle. Im Jahr 1970 gewann Lewis das Jamaica Song-Festival mit seiner Komposition Boom-Shaka-Lacka (auch: Boom-Sha-Ka-Lacka). Duke Reid veröffentlichte das mit dem Tommy McCook Quintet eingespielte Lied auf seinem neuen Premiumlabel Duke Reid. Mit Dennis Alcapone und Tommy McCook entstand 1972 die Single Judgement Day.
Dennoch wechselte er als Sänger, Komponist und Arrangeur zu Byron Lees Label Dynamic Sounds, wo er mit Grooving Out on Life einen weiteren Hit hatte. Im Jahr 1973 folgte das gleichnamige Album und im Jahr darauf das Album Dynamic Hopeton Lewis. Von 1971 bis 1976 war Lewis auch Leadsänger der Hausband Byron Lee & The Dragonaires. Mit ihr war er in der Karibik und auf Welttournee.
Ende der 1970er Jahre trennte sich Lewis von Dynamic Sounds und gründete sein eigenes Label Bay City Music, auf dem 1985 das letzte reguläre Album All Night Bubblin’ erschienen ist. Später wandte er sich religiöser Musik zu, zog nach Brooklyn, New York, und nahm ab Mitte der 1990er Jahre einige Gospelplatten auf. Er gründete die Hopeton Lewis Caribbean Gospel Music Awards und war Eigentümer des von ihm 2005 gegründeten Internetradiosenders Caribbean Gospel Jubilee (CGJ).
Lewis starb 2014 in seinem Heim in Brooklyn an Nierenversagen.
Hopeton Lewis arbeitete während seiner Karriere mit vielen namhaften Produzenten und Künstlern Jamaikas zusammen, zum Beispiel mit Phyllis Dillon (Right Track), Pat Kelly (There Comes a Time), U-Roy (Drive Her Home und Tom Drunk), Dennis Alcapone und Alton Ellis (I Can’t Stand It).

## Rezeption
Die britische Reggae-Pop-Band UB40 interpretierte gleich zwei seiner Songs. Groovin’ Out on Life erschien auf dem Cover-Album Labour of Love II (1989) und Boom Shaka Lacka auf Labour of Love IV (2010).

## Diskografie (Auswahl)

### Singles
- 1964: Shammy Back von The Regals (Wincox Records)
- 1966: Sounds and Pressure (Merritone)
- 1966: Take It Easy (Merritone)
- 1967: Cool Collie (Merritone)
- 1967: This Music Got Soul (Merritone/Island)
- 1970: Testify / Superman (Treasure Isle)
- 1970: Boom Shaka Lacka – Hopeton Lewis & The Tommy McCook Quintet (Duke Reid)
- 1971: Grooving Out on Life (Merritone)
- 1972: Judgement Day – Hopeton & Dennis with Tommy Mc Cook & The Soul Syndicate (Treasure Isle)

### Alben
- 1967: “Take It Easy” with the “Rock Steady” Beat (Merritone)
- 1973: Grooving Out on Life (Dynamic Sounds / Trojan)
- 1974: Dynamic Hopeton Lewis (Dragon)
- 1981: Live in Concert at The Holiday Inn Montego Bay JA.W.I. (Bay City Music / W-H Records)
- 1985: All Night Bubblin’ (Bay City Music / Boss Records)

## Filmografie
- Rocksteady: The Roots of Reggae, Regie: Stascha Bader, Schweiz 2009.[14]